# Se habla español
Se habla español es el nombre del segundo disco del grupo Lendakaris Muertos. Fue publicado en 2006.

## Lista de canciones
1. Hijosdeputa
2. Gasolina
3. Se habla español
4. Oso panda
5. Revolución
6. Marido y mujerta
7. El último txakurra
8. Drogopropulsado
9. Hotel familiar
10. Gaupasa o spiz
11. Mis hijos me escupen
12. Pastel de costo
13. Besos gaztetxeros
14. Guantánamo
15. Das por cool
16. ETA, deja alguna discoteca

## Personal
- Aitor - voz
- Asier - guitarra
- Txema - bajo
- Potxeta - batería